# Воля-Вевецька
Воля-Вевецька (пол. Wola Wiewiecka) — село в Польщі, у гміні Стшельці-Великі Паєнчанського повіту Лодзинського воєводства.
Населення — 540 осіб (2011).
У 1975-1998 роках село належало до Ченстоховського воєводства.

## Демографія
Демографічна структура станом на 31 березня 2011 року:
|          | Загалом | Допрацездатний вік | Працездатний вік | Постпрацездатний вік |
| -------- | ------- | ------------------ | ---------------- | -------------------- |
| Чоловіки | 275     | 63                 | 178              | 34                   |
| Жінки    | 265     | 53                 | 137              | 75                   |
| Разом    | 540     | 116                | 315              | 109                  |